# De fuik (film)
De fuik is een Nederlandse telefilm uit 2008 van regisseur Mischa Kamp. De film is gebaseerd op ware gebeurtenissen en verwerkt tot scenario door Jacqueline Epskamp. De film werd op 22 mei 2008 uitgezonden op Nederland 3.
Het verhaal is gebaseerd op een familie uit Zeist. De vader van dit gezin had enorme financiële problemen met zijn rijschool en nam in 2005 de benen met zijn gezin.

## Verhaal
Simone is de oudste dochter van een streng gelovig hervormd gezin, waarvan de moeder zwakzinnig is. Daardoor zijn al twee zoons uit huis geplaatst en de vier dochters lijkt hetzelfde lot beschoren. Vader wil hier niks van weten, maar draagt een geheim met zich mee: zijn antiekhandel is failliet. Simone wordt als nieuwe leidster en hoedster van het gezin aangewezen en haar vader vertelt alleen aan haar zijn geheim. Vlak voordat de vier meiden uit huis dreigen te worden geplaatst, zegt vader ze spullen te pakken 'om op vakantie te gaan'. Eerst reizen ze naar een Zeeuwse camping aan het strand, maar al gauw staat er in de krant geschreven over de verdwijning van het gezin. De vader koopt alle kranten op en verbrandt ze. Het gezin pakt opnieuw hun spullen, reist naar België en verkast van plek naar plek. De vader raakt steeds meer paranoïde, totdat Simone er niet meer tegen kan. In de Ardenner bossen vlucht ze met haar zusjes en roept de hulp in van de politie, die hun vader vindt in een meer, biddend voor voorspoed.

## Rolverdeling
- Elske Rotteveel ... Simone
- Lukas Dijkema ... Vader
- Johanna ter Steege ... Moeder
- Anna Raadsveld ... Andrea
- Jacomijn Belle ... Esther
- Louise Radder ... Lonneke